# 音チク コンサート
『音チク コンサート』（おんチク コンサート）は、2022年10月8日（7日深夜）から2023年4月1日（3月31日深夜）まで、テレビ朝日で毎週土曜（金曜深夜）2:40 - 3:00（JST）に放送された音楽番組。
本項目では、2022年4月9日（8日深夜）から9月24日（23日深夜）まで放送された前身番組『キヨヅカライザー 〜音楽考察バラエティ〜』（キヨヅカライザー おんがくこうさつバラエティ）についても、併せて詳述するものとする。

## 概要
短い楽曲を作ってSNSに投稿する人が増えている昨今の流れを踏まえ、本番組では視聴者から“サビだけ”を募集した上で、MCを務める清塚信也やゲストアーティストが、そのサビの持つ魅力を考察。さらにそのサビをもとに即興で1曲作る他、清塚がアナライザー（分析者）となってゲストの音楽観を考察していく。
テレビ朝日の平日深夜帯に設けられている『バラバラ大作戦』（金曜第2部）の第2弾としてスタートし、改題前は前出の清塚の冠番組としても位置付けられていた。その後2022年10月の改題に伴い、レギュラー出演者として声優の木村昴が新たに加入した。

## 出演者
- 清塚信也
- 木村昴（2022年10月8日 - ）

## スタッフ
最終回放送
- 構成：福原フトシ、藤澤朋幸、清水凌一
- 美術：吉村純子
- 美術進行：笠原佳奈
- 音響効果：古屋陸
- TK：安達真理
- 宣伝：森千明（テレビ朝日）
- 編成：宇喜多宏美、大塚脩平（共にテレビ朝日）
- 編集：大橋一明
- MA：轉石裕治
- 編集協力：ポンテグランデ、オムニバス・ジャパン
- コンセプト：鈴木おさむ
- 制作協力：ケーテン
- スタッフ：中島聡之
- AP：八幡亜未
- ディレクター：堀敬介、加藤浩明、西浦礼文、唐渡悠士
- 演出：岡村学（テレビ朝日）
- プロデューサー：冨澤有人（テレビ朝日）、杉山宏道（ケーテン）
- ゼネラルプロデューサー：本部純（テレビ朝日）
- 制作：テレビ朝日ビジネスソリューション本部コンテンツ編成局第2制作部
- 制作著作：テレビ朝日

### 過去のスタッフ
- 編成：岡村地郎、三浦靖雄
- MA：大竹雪乃
- スタッフ：藤村俊文